# ボルグ/マッケンロー 氷の男と炎の男
『ボルグ/マッケンロー 氷の男と炎の男』（ボルグ マッケンロー こおりのおとことほのおのおとこ、原題：Borg vs McEnroe または Borg McEnroe、スウェーデン語: Borg、フィンランド語: Borg/McEnroe）は、2017年のスウェーデン・デンマーク・フィンランド合作の伝記・スポーツ・ドラマ映画。有名なライバル関係であった実在のテニスプレイヤーのビヨン・ボルグとジョン・マッケンローが対戦した1980年ウィンブルドン選手権の男子シングルス決勝戦を描く。
監督はヤヌス・メッツ、脚本はロニー・サンダール、出演はスヴェリル・グドナソン、シャイア・ラブーフ、ステラン・スカルスガルド、ツヴァ・ノヴォトニー、ロバート・エムズら。第42回トロント国際映画祭のオープニング作品となった。

## キャスト
ビヨン・ボルグ
演 - スヴェリル・グドナソン
スウェーデンの元世界1位のテニスプレイヤー。
脚本家のロニー・サンダールはスウェーデンの新聞 Expressen と Sydsvenskan のインタビューにおいて、「彼（スヴェリル）はこのスウェーデンのテニススターに外見がとてもよく似ている」と述べている。また、グドナソンはインタビューで役作りについて「1日2時間のテニスと4回のパーソナルトレーナーとの練習など、週に15時間のトレーニングを6か月間続けた」と語っている。また彼はボルグ本人に会っていないことを明かし、「まだ会ってはいないが、撮影終了後にいずれ会うだろう」と述べた。
彼の9歳から13歳の時代は、ビヨン・ボルグの実の息子レオ・ボルグが演じており、14歳から17歳の時代は俳優のマーカス・モスバーグが演じている。
ジョン・マッケンロー
演 - シャイア・ラブーフ
アメリカの元世界1位のテニスプレイヤーでボルグのライバル。
脚本家のロニー・サンダールはインタビューにおいて、シャイア自身が映画の話を聞いてプロダクションに連絡してきたことを明かし、その理由について「彼（シャイア）がマッケンローの性格を深く理解し、マッケンローが誤解されていると感じたからだろう」と述べている。シャイアはバラエティ誌のインタビューにおいて、脚本を見事だと称賛し、「初めて読んだときに泣いた」とも語った。また彼は、マッケンロー本人に会っていないことを明かし、「まだ会ってはいないが、撮影終了までに会いたくてたまらない。彼に対しては愛と敬意しかない」と述べた。
レナート・ベルゲリン
演 - ステラン・スカルスガルド
スウェーデンのテニスプレイヤーでボルグのコーチ。
彼がスウェーデンの映画に出演するのは『アーン 鋼の騎士団』『アーン 鋼の騎士団 Part2 愛と戦いの果てに』以来となる。スカルスガルドは、ベルゲリンとボルグとの関係について、1984年の映画『アマデウス』のモーツァルトとアントニオ・サリエリを引き合いに出しながら、「人々はサリエリがモーツァルトに嫉妬していると思っているが、私はそれが正しい言い方とは思わない。天才への完全な魅力と愛、そして自分ができないことへの自信喪失だと思う」と語った。
マリアナ・シミオネスク
演 - ツヴァ・ノヴォトニー
ルーマニアのテニスプレイヤーでボルグの婚約者。
ジョン・マッケンロー・シニア
演 - イアン・ブラックマン
ビタス・ゲルレイティス
演 - ロバート・エムズ
アメリカのプロテニスプレイヤーでプレイボーイ。
アーサー・アッシュ
演 - ジェイソン・フォーブス
ベングト・グライヴ
演 - ビヨルン・グラナス
ピーター・フレミング
演 - スコット・アーサー
ジミー・コナーズ
演 - トム・ダトナウ
ケイ・マッケンロー
演 - ジェーン・ペリー
レナート・ハイランド
演 - トーマス・ヘデングラン

## 製作

### 企画
2016年5月、テニスのライバル同士であるビヨン・ボルグとジョン・マッケンローについての映画の企画が発表された。デンマーク出身のヤヌス・メッツが監督を、脚本をスウェーデン出身のロニー・サンダールが担当することも明らかになった。メッツは2010年のドキュメンタリー映画『アルマジロ』とHBOのドラマ『TRUE DETECTIVE』の1エピソードの監督として知られる。製作は、スウェーデンのアニメーション映画『Bamse and the Thief City』で知られるジョン・ノーステッドと、2010年の映画『Easy Money』のプロデューサーとして知られるフレドリック・ウィクストレーム・ニカストロが担当する。配給はスカンディナヴィアではNordisk Film、国際的にはSF Studiosが行う。

### キャスティング
2016年5月、スヴェリル・グドナソンとシャイア・ラブーフがそれぞれビヨン・ボルグとジョン・マッケンローの役としてキャスティングされたことが発表された。ラブーフは第69回カンヌ国際映画祭でのバラエティ誌のインタビューで、脚本やスカンディナヴィアの監督と仕事をすることに興奮していることを述べ、「良い映画を作っている。スカンディナヴィアの映画は作り方が違う。ペースも違うし、クルーの関係性も違う。絆の形も違う」と語った。また同記事で、ステラン・スカルスガルドがボルグのコーチのレナート・ベルゲリンの役にキャスティングされたことが明らかになった。8月16日、ツヴァ・ノヴォトニーとロバート・エムズがそれぞれマリアナ・シミオネスクとビタス・ゲルレイティスの役としてキャスティングされたことが発表された。

### 撮影
撮影は2016年8月に開始し、ヨーテボリ、プラハ、ロンドン、モナコで行われた。ボルグが子供時代を過ごし、テニスを始めた場所でもあるセーデルテリエでも撮影が行われた。 また、ヨーテボリのスタジオでブロードウェイ・シアターのStudio 54が再現された。プラハのシュトヴァニツェのテニス競技場は、ウィンブルドンのセンターコートに見立てられ、1980年ウィンブルドン選手権の決勝戦のシーンが撮影された。グドナソンは「更衣室からセンターコートと見紛う場所へ、何百人ものエキストラの前を私とシャイアが歩いたとき、巨大な真実味を感じた」と語った。
同年10月、スヴェリル・グドナソンとシャイア・ラブーフがそれぞれビヨン・ボルグとジョン・マッケンローを演じている写真が初公開された。

## 公開
本作は、2017年9月のスウェーデンでの劇場公開と併行して、第42回トロント国際映画祭のオープニングを飾った。イギリスでは9月22日に公開、アメリカでは2018年4月13日に公開された。

## 評価

### 批評家の反応
映画批評集積サイトのRotten Tomatoesには147件のレビューがあり、批評家支持率は84%、平均点は10点満点で6.5点、批評家の一致した見解は「『ボルグ/マッケンロー 氷の男と炎の男』は、テニスをありえないほど映画的にし、シャイア・ラブーフから疑う余地のない最高のものを引き出し、彼のキャリアで最高レベルの作品となっている。」となっている。また、Metacriticには30件のレビューがあり、加重平均値は63/100となっている。

### 受賞
| 賞                           | 授賞式                | カテゴリー     | 対象                                                                     | 結果       | 出典          |
| ---------------------------- | --------------------- | -------------- | ------------------------------------------------------------------------ | ---------- | ------------- |
| カメリメージ国際映画祭       | 2017年11月11日 - 18日 | 第一回作品賞   | ヤヌス・メッツ                                                           | 受賞       | [ 24 ]        |
| 第53回ゴールデン・ビートル賞 | 2018年1月22日         | 作品賞         | ジョン・ノーステッド、フレドリック・ウィクストレーム・ニカストロ（製作） | ノミネート | [ 25 ] [ 26 ] |
| 第53回ゴールデン・ビートル賞 | 2018年1月22日         | 監督賞         | ヤヌス・メッツ                                                           | ノミネート | [ 25 ] [ 26 ] |
| 第53回ゴールデン・ビートル賞 | 2018年1月22日         | 主演男優賞     | スヴェリル・グドナソン                                                   | ノミネート | [ 25 ] [ 26 ] |
| 第53回ゴールデン・ビートル賞 | 2018年1月22日         | 助演男優賞     | シャイア・ラブーフ                                                       | ノミネート | [ 25 ] [ 26 ] |
| 第53回ゴールデン・ビートル賞 | 2018年1月22日         | 助演男優賞     | ステラン・スカルスガルド                                                 | 受賞       | [ 25 ] [ 26 ] |
| 第53回ゴールデン・ビートル賞 | 2018年1月22日         | 編集賞         | ペア・サンドホルト、ペア・キルケゴール                                   | ノミネート | [ 25 ] [ 26 ] |
| 第53回ゴールデン・ビートル賞 | 2018年1月22日         | 衣装デザイン賞 | キッキ・イライダー                                                       | ノミネート | [ 25 ] [ 26 ] |
| 第53回ゴールデン・ビートル賞 | 2018年1月22日         | 作曲賞         | ジョナス・ストラック、ジョン・エクストランド、ヴラディスラフ・ディレイ   | ノミネート | [ 25 ] [ 26 ] |
| 第53回ゴールデン・ビートル賞 | 2018年1月22日         | 美術賞         | リナ・ノルドキヴィスト                                                   | ノミネート | [ 25 ] [ 26 ] |
| 第53回ゴールデン・ビートル賞 | 2018年1月22日         | 視覚効果賞     | トージェン・オルソン、アレックス・ハンソン                               | 受賞       | [ 25 ] [ 26 ] |
| ノーデリック映画祭           | 2017年11月12日        | 観客賞         | 『ボルグ/マッケンロー 氷の男と炎の男』                                   | 受賞       | [ 27 ]        |